# Gentiana faucipilosa
Gentiana faucipilosa är en gentianaväxtart som beskrevs av H. Smith. Gentiana faucipilosa ingår i släktet gentianor, och familjen gentianaväxter. Inga underarter finns listade i Catalogue of Life.